# Saint-Bonnet-de-Montauroux
Pour les articles homonymes, voir Saint-Bonnet (homonymie).
Saint-Bonnet-de-Montauroux est une ancienne commune française, située dans le département de la Lozère en région Occitanie. Ses habitants sont appelés les Bonnetais.
Au 1er janvier 2017 elle a fusionné avec la commune de Laval-Atger pour devenir la commune de Saint Bonnet-Laval.

## Géographie

### Localisation
Commune située dans le nord-est du département de la Lozère, en limite avec celui de la Haute-Loire.
Occupant la bordure orientale du canton, la commune de Saint-Bonnet-de-Montauroux est séparée de la Haute-Loire par l'Allier.
Ici, une grande partie du territoire est accidenté : sur 8 km, les gorges du Chapeauroux réservent autant d'agréables surprises que celles de l'Allier.
Côté rive droite, une « rampe » permet d'accéder au plateau sur lequel trois petits villages sont disposés en triangle : Condres, le Monteil et Ligeac.
Sur la rive gauche, c'est le Chapeauroux et son magnifique viaduc en demi-cercle qui enjambe ce grand cirque de basalte et de granite, grâce à ses 25 arches symétriques de 12 mètres de haut chacune.

### Communes limitrophes
|                                  | Saint-Christophe-d'Allier (Haute-Loire) | Saint-Haon (Haute-Loire) |
| Bel-Air-Val-d'Ance               | Saint-Bonnet-de-Montauroux              | Rauret (Haute-Loire)     |
| Laval-Atger (Saint Bonnet-Laval) | Auroux                                  | Naussac-Fontanes         |

## Histoire
Saint-Bonnet-de-Montauroux doit son nom à Bonitus, autrement appelé Bonus, évêque de Clermont au VIIe siècle.

## Politique et administration
| Période | Période                    | Identité           | Étiquette | Qualité |
| ------- | -------------------------- | ------------------ | --------- | ------- |
| 2016    | En cours (au 12 août 2020) | Jean-Louis Soulier |           |         |

| Période    | Période | Identité             | Étiquette | Qualité |
| ---------- | ------- | -------------------- | --------- | ------- |
| entre 1800 | et 1857 | Dominique Brun       |           |         |
| 1867       | 1870    | Chastel              |           |         |
| 1870       | 1877    | Joseph Comte         |           |         |
| 1877       | 1885    | Jean-Pierre Chastel  |           |         |
| 1885       | 1892    | Jean-Pierre Ranc     |           |         |
| 1892       | 1895    | Jean-Baptiste Lafont |           |         |
| 1895       | 1917    | Pierre Comte         |           |         |
| 1917       | 1920    | Paulin               |           |         |
| 1920       | 1944    | Mayrand              |           |         |
| 1944       | 1945    | Robert Chastel       |           |         |
| 1945       | 1951    | Pierre Brun          |           |         |
| 1951       | 1995    | Pierre Chanial       |           |         |
| 1995       | 2016    | Jean-Louis Soulier   |           |         |

## Démographie
L'évolution du nombre d'habitants est connue à travers les recensements de la population effectués dans la commune depuis 1793. À partir du 1er janvier 2009, les populations légales des communes sont publiées annuellement dans le cadre d'un recensement qui repose désormais sur une collecte d'information annuelle, concernant successivement tous les territoires communaux au cours d'une période de cinq ans. 
Pour les communes de moins de 10 000 habitants, une enquête de recensement portant sur toute la population est réalisée tous les cinq ans, les populations légales des années intermédiaires étant quant à elles estimées par interpolation ou extrapolation. Pour la commune, le premier recensement exhaustif entrant dans le cadre du nouveau dispositif a été réalisé en 2007,.
En 2014, la commune comptait 101 habitants, en évolution de −22,31 % par rapport à 2009 (Lozère : −1,04 %, France hors Mayotte : +2,49 %).
| 1793 | 1800 | 1806 | 1821 | 1831 | 1836 | 1841 | 1846 | 1851 |
| ---- | ---- | ---- | ---- | ---- | ---- | ---- | ---- | ---- |
| 500  | 411  | 564  | 561  | 430  | 490  | 562  | 550  | 536  |

| 1856 | 1861 | 1866 | 1872 | 1876 | 1881 | 1886 | 1891 | 1896 |
| ---- | ---- | ---- | ---- | ---- | ---- | ---- | ---- | ---- |
| 547  | 567  | 561  | 551  | 570  | 654  | 631  | 633  | 596  |

| 1901 | 1906 | 1911 | 1921 | 1926 | 1931 | 1936 | 1946 | 1954 |
| ---- | ---- | ---- | ---- | ---- | ---- | ---- | ---- | ---- |
| 679  | 705  | 672  | 621  | 530  | 510  | 455  | 414  | 317  |

| 1962 | 1968 | 1975 | 1982 | 1990 | 1999 | 2007 | 2012 | 2014 |
| ---- | ---- | ---- | ---- | ---- | ---- | ---- | ---- | ---- |
| 279  | 262  | 228  | 220  | 146  | 128  | 132  | 111  | 101  |

## Culture locale et patrimoine

### Lieux et monuments
- Église Saint-Louis de Chapeauroux des XIIe et XIIIe siècles ;
- Viaduc de Chapeauroux ;
- Château de Condres ;
- Gare de Chapeauroux :
- Croix.

### Personnalités liées à la commune
- Barnabé Louis Gabriel Charles Malbec Montjoc, comte de Briges, (1784-1857), député de la Lozère, habite le château de Condres à son mariage[7] et à la naissance de son fils aîné[8]. Ses ancêtres, seigneurs de Briges[9],[10], de la seigneurie de Briges, commune de Saint-Bonnet-de-Montauroux. Ses deux fils sont inhumés au cimetière Montmartre, dans la 10e division.

### Héraldique
| Saint-Bonnet-de-Montauroux | Le blasonnement de Saint-Bonnet-de-Montauroux est : d'azur au pont de trois arches sommé d'un château, le tout d'argent et maçonné de sable, le château ouvert du champ. |